# Juventus Center
Le Juventus Training Center, plus couramment abrégé en Juventus Center, est le nom du centre d'entraînement du club de football de la Juventus Football Club, basé dans le comune piémontais de Vinovo, situé à 14 km au sud-ouest de la ville de Turin.

## Histoire
Il est inauguré en 2006 pour remplacer le Campo sportivo Gianpiero Combi, ancien centre d'entraînement du club depuis 1943.
Surnommé Le Vinovo, il a été réalisé par GAU (supervisé par l'architecte Alessandro Valenti) ainsi que les studios d'architectes de Shesa, et le terrain d'entraînement, un des plus modernes du monde, a été inauguré en août 2006.
Le terrain mesure 140,000 m2 dont 6 000 m2 sont couverts.
Le centre d'entraînement inclut également un centre médical, le centre de formation pour les jeunes, ainsi que les locaux de la chaîne de télévision de la Vieille Dame, la Juventus Channel.